# Acusilas lepidus
Acusilas lepidus är en spindelart som först beskrevs av Tamerlan Thorell 1898. Acusilas lepidus ingår i släktet Acusilas och familjen hjulspindlar.
Artens utbredningsområde är Myanmar. Inga underarter finns listade i Catalogue of Life.